# Julius Vincenz von Krombholz

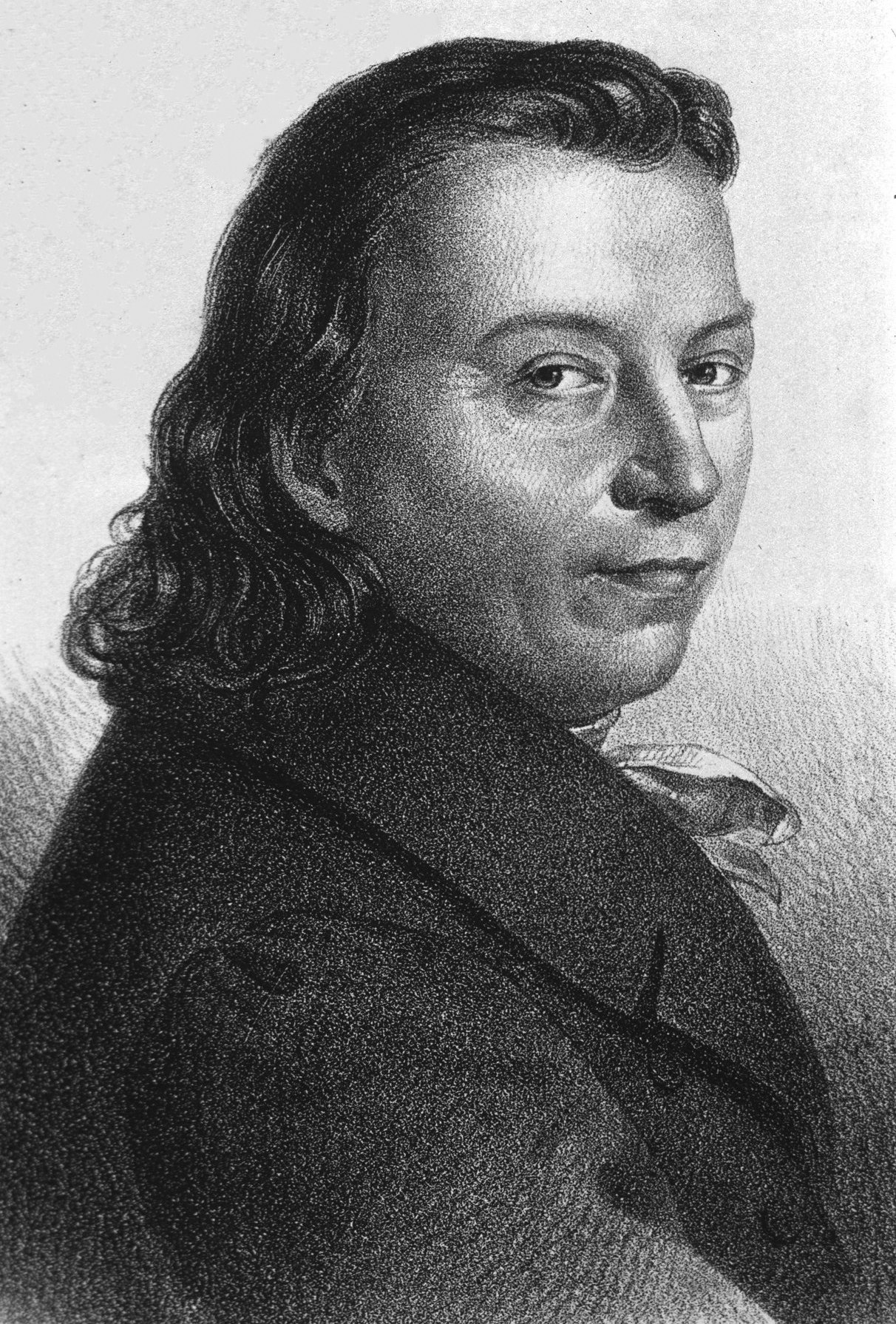
Bildnis von Krombholz

Julius Vincenz von Krombholz (* 19. Dezember 1782 in Oberpolitz; † 1. November 1843 in Prag) war ein böhmischer, k. k. österreichischer Arzt, Botaniker und Mykologe. 

## Leben und Wirken

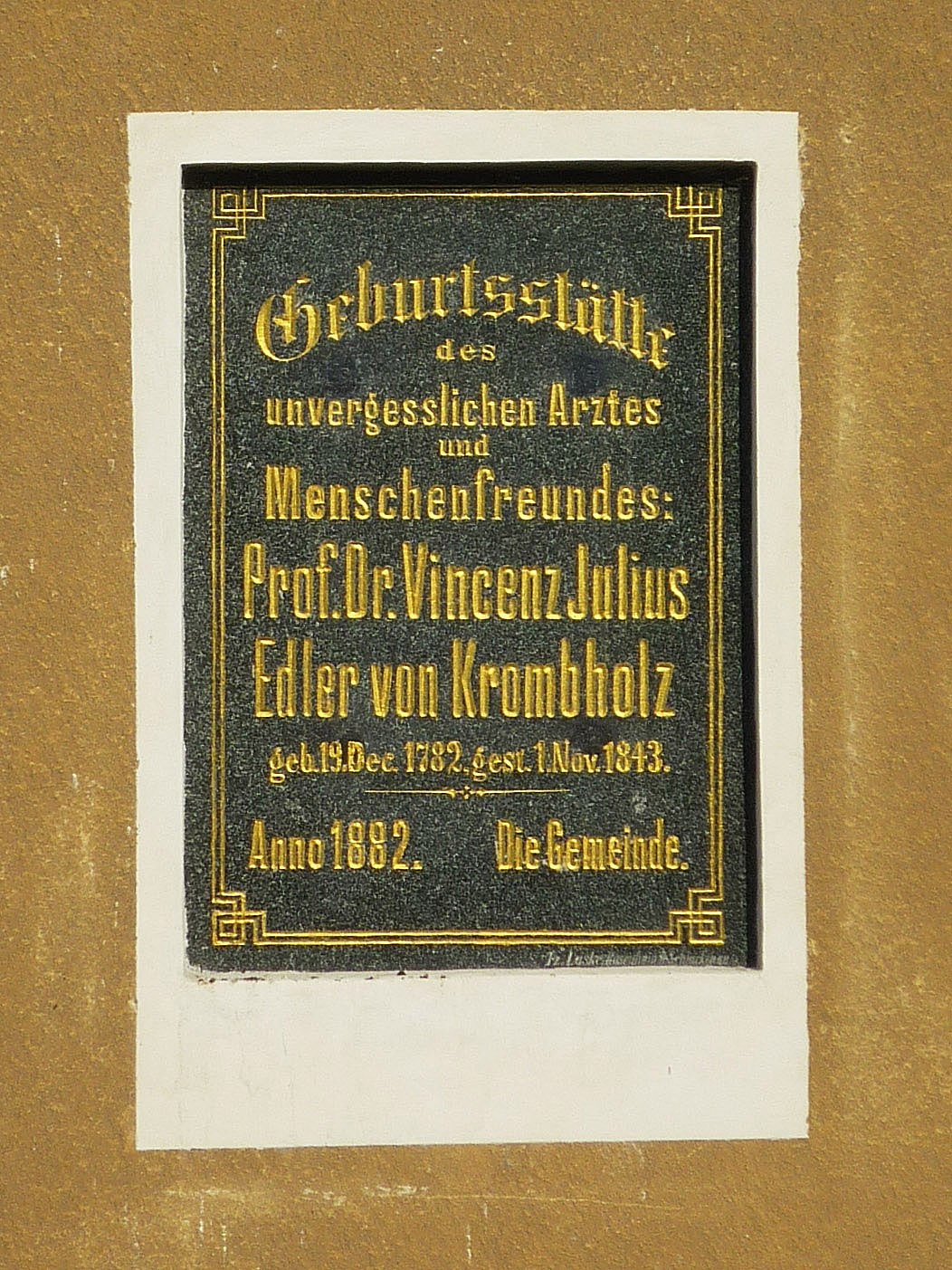
Tafel an seinem Geburtshaus in Oberpolitz

Ab 1803 studierte er Medizin an der Medizinischen Fakultät der Karls-Universität in Prag und promovierte im Jahre 1814. 1828 wurde er zum Professor für spezielle Pathologie und Therapie ernannt. Zunächst arbeitete er am anatomischen Institut, später wurde er ein international anerkannter Arzt und Chirurg.
Er diente auch als Professor für forensische Medizin und in den Jahren 1825–1836 als Direktor der Abteilung für Innere Medizin im Allgemeinen Krankenhaus am Karlsplatz in Prag. 1827 gründete er eine Klinik-Bibliothek für Medizinstudenten und Ärzte, im Jahr 1833 eine Stiftung zur Unterstützung armer Studenten, die u. a. kostenlos behandelt wurden. Er war als Unterstützer armer Studenten bekannt, so half er u. a. dem mittellosen August Karl Joseph Corda (1809–1849), dass dieser zum Studium zugelassen wurde.
In den Napoleonischen Kriegen 1813–1814 zeichnete er sich in der Pflege der Verwundeten aus. Er behandelte auch die Kranken während der Cholera-Epidemie im Jahre 1831 in Prag. Im gleichen Jahr wurde er zum Rektor der Karls-Universität in Prag ernannt. 1837 wurde er für seine medizinischen und pädagogischen Verdienste als „Edler von Krombholz“ geadelt. Im Jahr 1838 wurde er zum Mitglied der Leopoldina gewählt.
Er wurde auf dem Friedhof in Prag-Olšansy (Olšanské hřbitovy) im Stadtteil Žižkov beigesetzt, sein mumifiziertes Herz wird immer noch auf der ersten Abteilung für Innere Medizin der Karls-Universität in Prag aufbewahrt. Am Haus seiner Mutter in Oberpolitz wurde im Jahr 2011 eine Gedenktafel angebracht.

## Beiträge
Neben seiner Karriere in der Medizin hatte Krombholz ein großes Interesse an der Mykologie. Er führte zahlreiche Experimente bezüglich der Giftigkeit von Pilzen durch. Sein Werk Naturgetreue Abbildungen und Beschreibungen der essbaren, schädlichen und verdächtigen Schwämme (1831–1846) basiert auf seinen eigenen Beobachtungen, es ist für seine naturgetreuen Bilder und Beschreibungen von essbaren, verdächtigen und giftigen Pilze bekannt. Krombholz starb vor der endgültigen Fertigstellung seiner Arbeit, so dass die letzten Abschnitte der Arbeit von Johann Baptist Zobel (1812–1865) ergänzt wurden.
Eine Reihe von Pilzen wurde zuerst von Krombholz beschrieben. Daher wird das standard-botanische Autorenkürzel „Krombh.“ zusammen mit dem wissenschaftlichen Namen dieser Arten angewendet. Die Gattung Krombholzia (Synonym Zeugites) aus der Familie Poaceae wurde zu seiner Ehre benannt.
Krombholz hat im Jahr 1837 auch einen Prag-Führer mit wichtigen Adressen für Wissenschaftler und Ärzte herausgegeben. 
Alle seine Publikationen hat er in deutscher Sprache veröffentlicht.

## Werke
- Abhandlungen aus dem Gebiete der gesammten Akologie, zur Begründung eines Systems derselben. 1825
- Anatomische Beschreibung eines sehr merkwürdigen Anencephalus (mit drei Kupferplatten). 1830
- General-Rapport über die asiatische Cholera zu Prag im Jahre 1831 und 1832 nach den in den Choleraspitälern gewonnenen Erfahrungen. 1836
- Naturgetreue Abbildungen und Beschreibungen der essbaren, schädlichen und verdächtigen Schwämme. Prag 1831–1846 doi:10.5962/bhl.title.15756
- Topographisches Taschenbuch von Prag zunächst für Ärzte und Naturforscher. 1837

## Illustrationen aus dem Pilzbuch von Krombholz

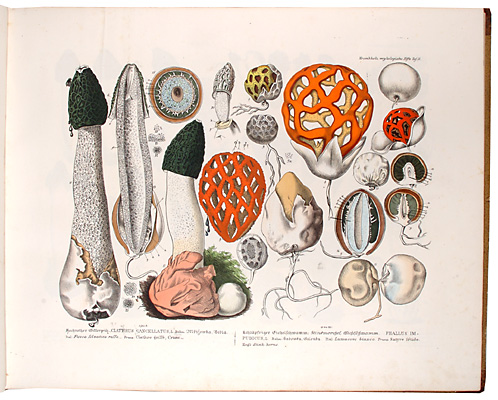
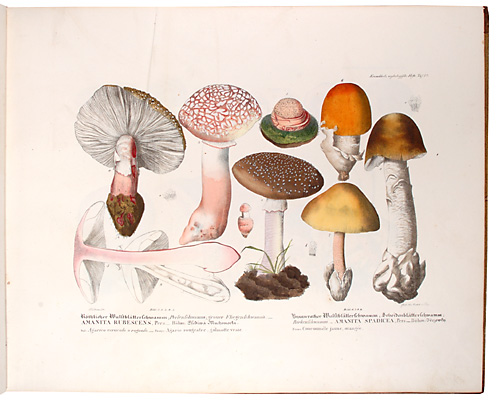
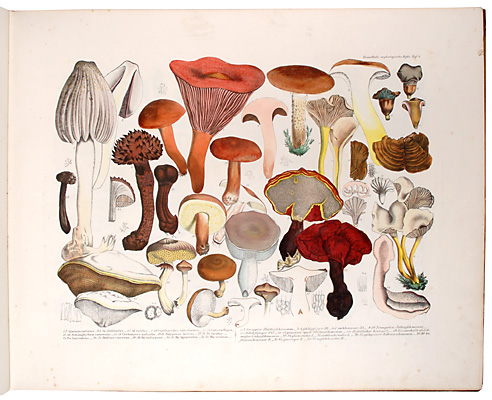
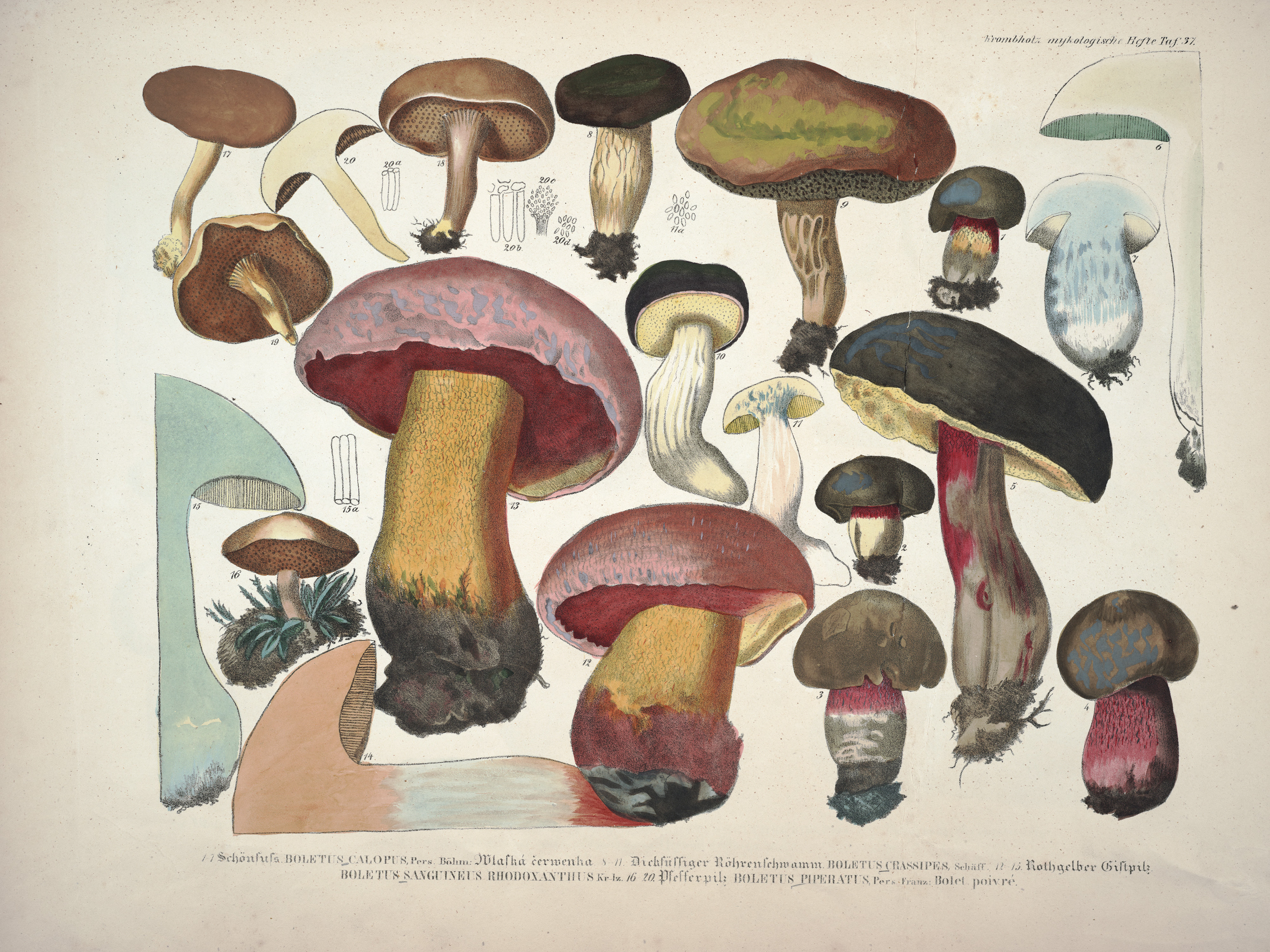
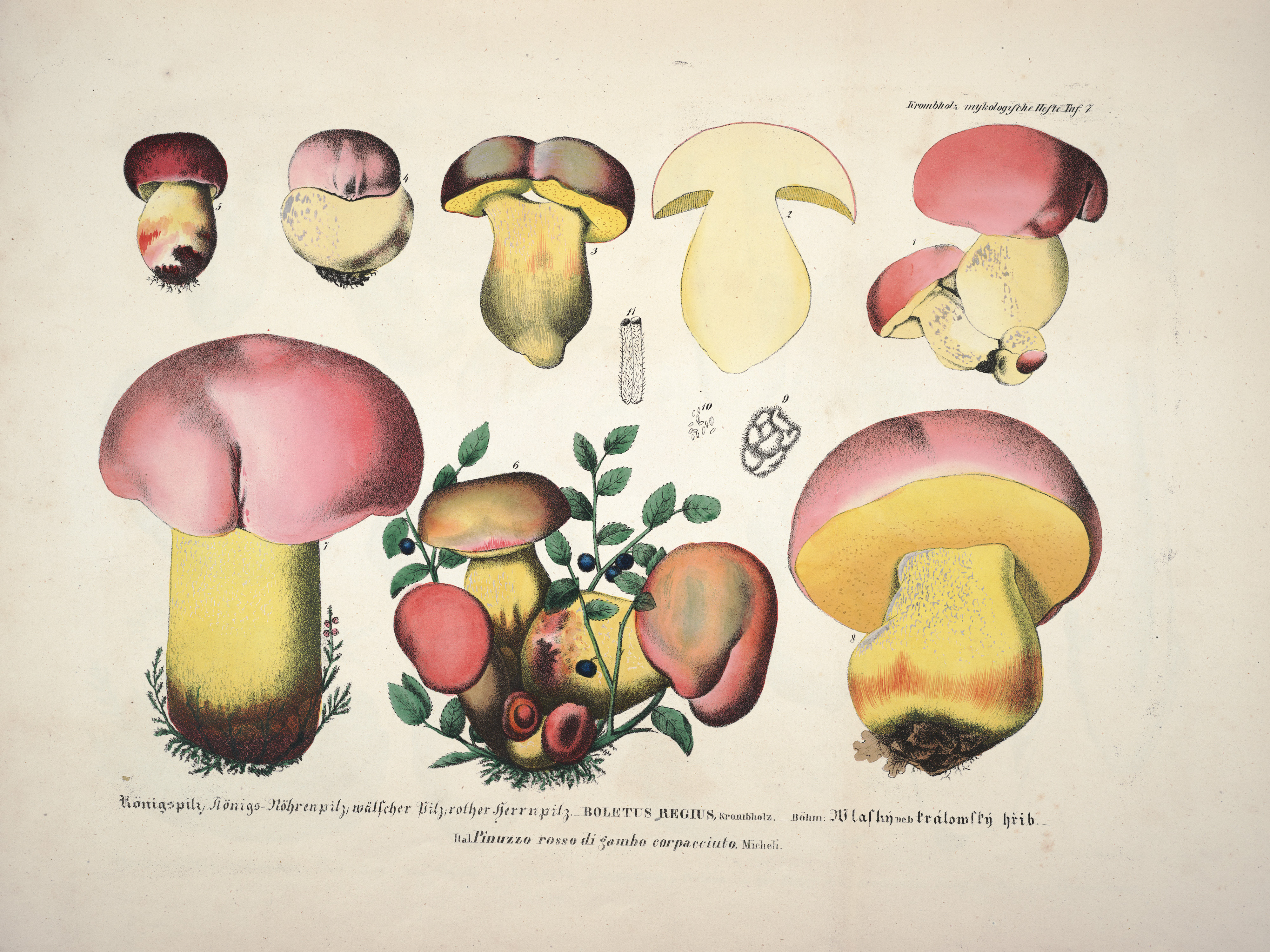